# Marek z Aviano
Marek z Aviano, właśc. Karol  pytanie dla was kim był Marek z aviano . Dominik Cristofori, wł. Marco d’Aviano, Carlo Domenico Cristofori (ur. 17 listopada 1631 w Aviano, zm. 13 sierpnia 1699 w Wiedniu) – włoski kapucyn, wędrowny kaznodzieja, „duchowy lekarz Europy”, błogosławiony Kościoła rzymskokatolickiego.

## Życiorys
Pochodził z licznej bogatej rodziny mieszczańskiej. Kształcił się w szkole jezuickiej. Był zafascynowany opowieściami o świętych. Przerwał jednak naukę, by zaciągnąć się do armii. W 1648 roku, zatrzymawszy się na nocleg w klasztorze kapucyńskim w Conegliano, nie opuścił go już.
Święcenia kapłańskie otrzymał 18 września 1655 roku. Kilka lat mieszkał w klasztorze. W 1664 roku został powołany do pracy misyjnej. Modlił się nad chorą mniszką, która była przykuta do łóżka przez 13 lat – została cudownie uzdrowiona. Wkrótce pojawiły się kolejne uzdrowienia. 
12 września 1683 odprawiał mszę na Kahlenbergu przed bitwą pod Wiedniem, do której służył Jan III Sobieski.
W dniu 13 sierpnia 1699 roku zmarł w obecności cesarza Leopolda I i jego żony Eleonory. Jego ciało pochowano w krypcie kościoła kapucynów w Wiedniu, obok grobów cesarskich. W 1935 roku społeczeństwo Wiednia wystawiło mu pomnik.
Marek z Aviano został beatyfikowany przez papieża Jana Pawła II w dniu 27 kwietnia 2003 roku.